# Соціалізм
Соціалі́зм (від лат. socialis - «громадський»), соціялі́зм, — поняття, що має багато значень. Під цим терміном у першу чергу розуміють:
- соціально-економічні ідеї, вчення та ідеології, основною ціллю та ідеалом яких є здійснення принципів соціальної справедливості, свободи та рівності.
- Ідеологія, яка закликає до суспільної, а не приватної власності.
- політичні рухи, різноманітні утворення та партії, що в Новітній час відносять до «лівого» політичного спектра;
- в переносному значенні в політичній лексиці — політика економічного перерозподілу національного продукту країни, спрямована на соціальний захист найслабших верств населення;
- самоназва економічного, часом неправильна[3], суспільного та політичного ладу в СРСР та країнах, що в XX столітті були вільними або невільними сателітами СРСР.

## Вступ
Політичні ідеології, що називають себе «соціалістичними» мають дуже широкий спектр — від німецького національного соціалізму до комунізму та сталінізму у Радянському Союзі, від анархізму та марксизму до маоїзму. Ним також позначають різні політичні режими, як бідні африканські «соціалістичні» держави, арабські та азійські військові диктатури.
В заможних країнах Західної Європи, Австралії та Нової Зеландії що мають розвинену політичну демократію та «соціально-орієнтовану» ринкову економіку — «соціалістичними» вважаються різноманітні соціально-демократичні партії та їх спілки, як, наприклад, «Соціалістичний інтернаціонал».
Ідеї соціалізму та марксизму виникли як відповідь на проблеми раннього періоду промислового капіталізму в країнах Європи (в першу чергу, Франції, Німеччини та Великої Британії). Подолання недоліків капіталізму соціалісти вбачали в заміні приватної власності на засоби виробництва суспільною власністю, скасуванні оплачуваної праці та створенні безкласового суспільства, де замість капіталістичної гонитви за прибутком діє соціальне виробництво на задоволення потреб людини. В такому суспільстві мало б здійснюватись «соціальне» начало людини, взаємна турбота про добробут іншого, а не задоволення власних бажань, співпраця для досягнення спільних цілей, а не змагання за особисте та доброчинність замість жадоби.
До відомих соціалістів належать, зокрема: П'єр Жозеф Прудон, Джуліус Н'єрере, Карл Маркс.
У сучасних умовах ринкової економіки низка експертів вважають, що особливості шведської моделі економіки дозволяють з повним правом вважати її «соціалізмом в умовах ринкової економіки» (так званий «шведський соціалізм», «шведська модель соціалізму»).
В дослівному значенні, соціалізм нічого не означає. Він нічого не означає внутрішньо, оскільки його основна економічна програма — націоналізація — не реалізує й не здатна реалізувати його моральний ідеал — рівність — у спосіб, який скрізь постійно вважали притаманним соціалізмові. Він також нічого не означає історично, оскільки був привласнений такою величезною кількістю несхожих суспільних формацій, що втратив гостроту. Часто навіть стверджували, що найфантастичніші різновиди соціалізму містять в собі елементи релігії.
З погляду Карла Маркса, повний та цілковитий соціалізм можна помістити в єдину фразу: «знищення приватної власності». Як наслідок, необхідно також знищити продукт приватної власності — зиск і засіб, де його черпають, — ринок. Тільки після цього максималістська формула соціалізму стає повною: соціалізм виходить із моральної ідеї — рівності, апогею досягає у практичній програмі — руйнації приватної власності й ринку.
Однак ніколи не ставало можливим впровадити цю максималістську програму соціалізму без нищівної революції. Соціалістичний рух, на практиці, задовольнився скромнішими цілями й еволюційними методами в їхньому досягненні. Це й призвело до розмаїтості програм — від прогресивного оподаткування до загальної держави достатку, які також вибороли собі право називатись «соціалістичними».
Дедалі зростаюча популярність соціалістичного руху в Європі протягом ХІХ ст. несла за собою і небезпеку відхилення від основних засад. Тому 1848 року Карл Маркс включив до «Маніфесту» найрадикальніший ярлик лівих — комунізм, назвавши його останньою, найважливішою стадією соціалізму.

### Проблема визначення
Ще у 1920-ті роки німецький соціолог Вернер Зобмарт перелічив на одному з семінарів відомі на той час визначення соціалізму, отримавши в підсумку 260.
Що розуміти під соціалізмом лишається темою для суперечок. Загального наукового та авторитетного визначення, яке б могло охопити історичні приклади не існує. Внаслідок понад 130 річного використання слова «соціалізм» для позначення різних відмінних явищ воно втрачає своє значення. Для уточнення його значення починають використовувати разом з прикметниками (пролетарський, науковий, демократичний, християнський, товариський, консервативний, утопічний тощо). Як додаткові приклади також можна назвати аграрний соціалізм, державний соціалізм, реформістський соціалізм.
Уяву про спільні риси для різних тлумачень «соціалізму» дають такі визначення:
«Основною характеристикою соціалізму є прагнення створення егалітарного суспільства»
«Може бути визначений як політичне вчення протилежне капіталізмові, яке прагне змінити існуючі суспільні відносини з метою встановлення соціальної справедливості та законності, організований на цих принципах суспільний лад та політичний рух, який прагне створення цього суспільного ладу.»
Додатковим свідченням того, що значення терміна «соціалізм» неможливо точно встановити, особливо з 1960-х років після появи Нових лівих, є:
«Наразі, термін не має однозначності та має безмежно широке значення. Соціалізм весь час пристосовують та розширюють до позначення різних політичних цілей та змісту.»
Багатозначність терміна погіршує ще й те, що ним можуть позначати як методи, так і цілі, як суспільно-політичні рухи, так і історично-суспільні фази та існуючи соціальні системи:
- соціально-економічне, політичне, філософське, педагогічне, етичне вчення скероване на інтерпретацію, аналіз, критику та/або втілення деяких суспільних відносин;
- політичний рух, який прагне досягнення на практиці соціалістичних цілей соціалістичними засобами;
- суспільний лад, який втілює соціалістичні відносини у виробництві та соціальних відносинах;
- в рамках Марксизму-Ленінізму проміжна фаза на шляху від капіталізму до комунізму.[15]
- термін реальний соціалізм яким позначають держави, які перебували під монопольним правлінням Комуністичної партії з 1917 року.

## Ранній соціалізм
Невідоме точне походження ідей соціалізму. Дехто вважає, що соціалістичні форми організації існували в прадавніх спільнотах до появи сільського господарства та початку урбанізації на Близькому Сході (8 000—10 000 до н. е.) наприклад, Ур (XXII—XXI ст. до н. е.) та цивілізація Інків. Деякі дослідники простежують корені соціалістичних ідей в релігійних утопіях Старого заповіту, законах Мойсея, анти-індивідуалізмі радикальних сект, які виникли після Французької революції, та до публікації «Маніфесту комуністичної партії». Першу встановлену появу терміна зафіксовано в італійських виданнях в 1803 році, хоча тогочасне значення відрізнялось від сучасної інтерпретації. Тому, зазвичай, появу терміна приписують Лондонському журналу англ. Co-Operative Magazine, де його було використано для позначення послідовників Роберта Оуена. У французькій мові термін було вперше використано 1832 року в газеті фр. Le Globe для опису праць Анрі Сен-Сімона.
Ранні радикальні християнські течії, такі як Левелери та, особливо, Діґери в Англії XVII століття та Анабаптисти в Центральній Європі XVI та XVII століть проголошували ідеї, які мали чітке соціалістичне забарвлення, як і проголошені Гракхом Бабефом ідеї в Змові Рівних. Більш системно соціалістичні ідеї були розроблені в працях мислителів початку XIX століття — Анрі Сен-Сімона, Шарля Фур'є та Роберта Оуена. В ті часи соціалізм мав риси авторитаризму, й припускалось, що його втілення в життя вимагатиме сильної диктаторської держави. Свобода думки вважалась причиною багатьох бід суспільства XIX століття, а Сен-Сімон навіть припускав, що з тими, хто відмовиться від покори планувальним комітетам, слід поводитись як з худобою.
Ранніх соціалістів об'єднувала антипатія до індивідуалізму, бажання замінити конкуренцію співпрацею та віра в можливість позитивної науки про суспільство та людину, які стануть дороговказом соціальної організації. Але істотні розбіжності полягали в їхньому баченні окремих деталей підтримуваною ними соціальної організації, способу її досягнення та розуміння природи людини, на якій вона має ґрунтуватись. Сен-Сімон та Фур'є відкидали погляди Відродження підтримувані Руссо та іншими стосовно того, що природа людини, будучи від початку доброю, шляхетною та раціональною, була розкладена сучасним суспільством взагалі та приватною власністю зокрема. Натомість вони доводили, що природа людини ділиться на визначені типи, які можуть гармонійніше співіснувати у більш кооперативному середовищі. Оуен дотримувався протилежного погляду, за ним природа людини була змінною, яка формується об'єктивним середовищем. Останнє має бути змінено так, аби сприяли вдосконаленню людства. Співпраця та солідарність мають змінити конкуренцію та індивідуалізм, забезпечуючи, в такий спосіб, радість та колективну гармонію людей. Ці погляди були втілені в життя на текстильній фабриці Оуена в Нью Ланарк та в інших кооперативних спільнотах основаних на цих принципах.
Соціалістичні ідеї здобули більшого поширення в Англії, Франції та німецькомовних державах в 1830-х та 1840-х роках. Прискорення індустріалізації та урбанізації та спричинені ними соціальні проблеми створили умови для появи різних радикальних рухів за соціальні реформи і зміни. До цих рухів належали перші організації робітників, кооперативи, профспілки, Чартисти та ряд анти-модерністських угрупувань, які шукали порятунок у відтворенні традиційного коммуналізму. Саме в такому середовищі соціальних та політичних рухів Маркс та Енгельс розпочали роботу над тим, що Енгельс назвав науковим соціалізмом.

## Теорії

### Марксизм

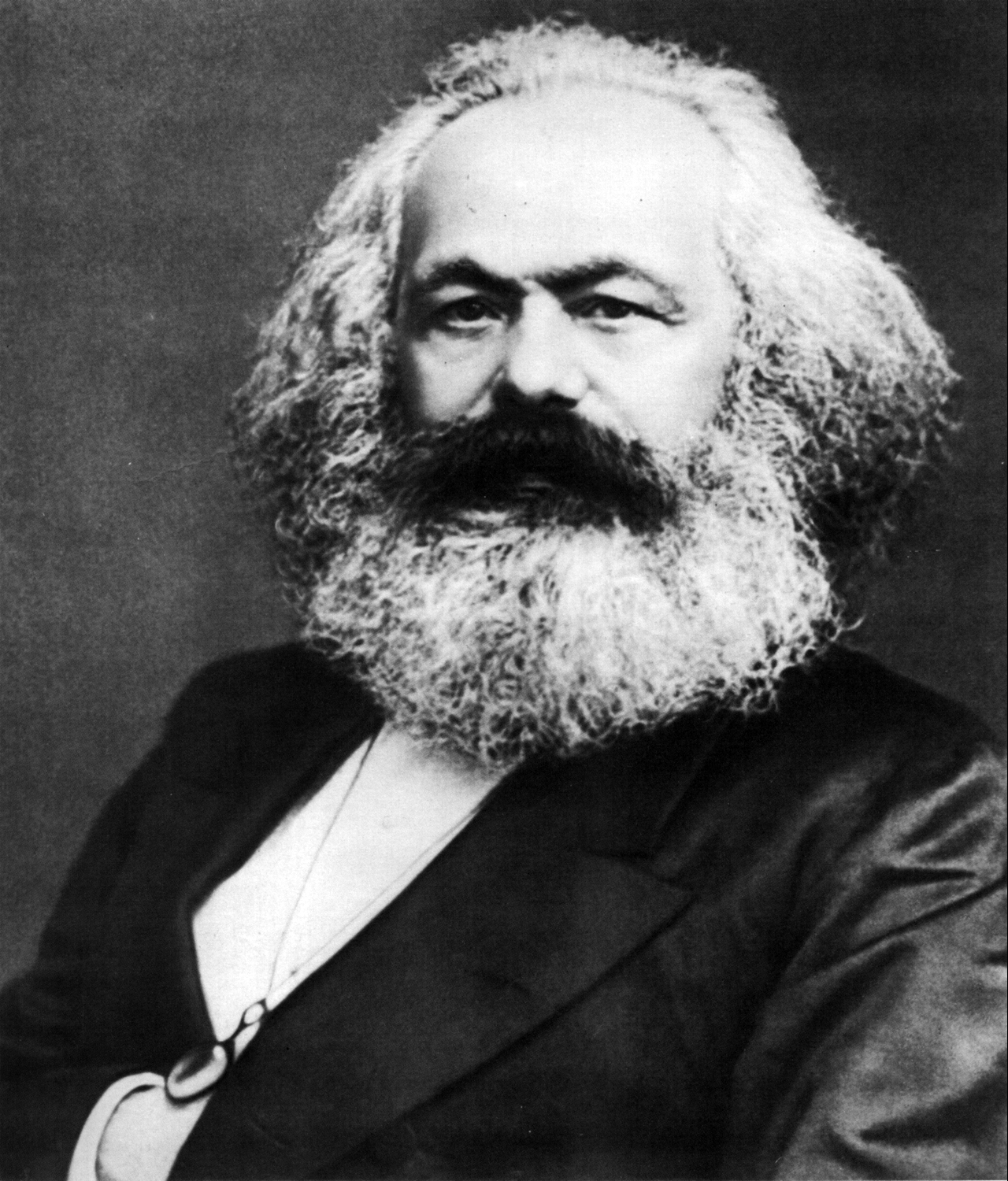
Карл Маркс.

Карл Маркс та Фрідріх Енгельс вірили, що свідомість найманих працівників («пролетаріат», або «робочий клас» в широкому Марксистському сенсі) визначається «буттям», або «зарплатною експлуатацією», що призводить до пошуку свободи через скасування капіталістичної власності в суспільстві. Маркс писав: «Не свідомість людини визначає її буття, а соціальне буття визначає свідомість». Завдяки такому полілогізму, Марксу вдавалось уникнути наукового аналізу розробленої ним системи, оскільки було достатньо оголосити опонентів носіями «буржуазної» логіки.
Згідно з марксистською версією у викладенні Енгельса, соціалізм — історичний період, який замінить капіталізм та передуватиме комунізму. Основною рисою соціалізму (як вважали Маркс та Енгельс після Паризької комуни 1871 року), буде контроль пролетаріату над засобами виробництва через соціалістичну державу, яка відстоюватиме інтереси пролетарів. Економічна діяльність все ще мала б ґрунтуватись на обміні, та залишався поділ на соціальні класи, хоча й не такий сильний, як за капіталізму. Для ортодоксальних Марксистів, соціалізм є нижчим ступенем комунізму і оснований на принципі «від кожного за здібністю, кожному за працею»; перехід на вищий ступінь, оснований на принципі «від кожного за здібністю, кожному за потребами», можливий лише після того, як автоматизація та підвищення ефективності виробництва на нижчому ступені призведе до надлишку товарів та послуг.
Маркс вважав, що створені капіталізмом матеріальні продуктивні сили (в промисловості та торгівлі) утворюють кооперативне суспільство, оскільки виробництво стало масовою, соціальною, колективною діяльністю класу робітників для створення товару, але з приватною власністю. Конфлікт між колективним характером виробництва та приватною власністю на отриманий товар викличе свідоме бажання робочого класу встановити колективну власність на засоби виробництва. Внаслідок цього з'явиться суспільство демократичної співпраці. Нарешті, держава, яка існувала у всіх попередніх суспільствах для придушення гноблених класів, відійде в історію.

### Марксизм-Ленінізм
Основний внесок Леніна в справу комунізму полягає в практиці. На думку Едмунда Вілсона, внесок Леніна в теорію та літературу Марксизму є «в основному полемікою». За можливим винятком теорії імперіалізму як вищої стадії капіталізму, Ленінські концепції не побудовані на теоретичних висновках або філософських дослідах, а є відповіддю на потреби революційної практики. Теоретичні постулати Леніна повинні були задати напрям діяльності нового режиму. Що важливіше, вони мали виправдати та легітимізувати практику, яка істотно відрізнялась від принципів Маркса та Енгельса.
Основним концептуальним внеском Леніна є ідея керівної ролі партії та глибший розвиток поняття диктатури пролетаріату. Основним сенсом керівної ролі партії є те, що пролетарська свідомість може бути, і має бути створена «згори» інтелектуальною та організаційною елітою, лідерами революції. Очевидно, в такий спосіб Партія мала замінити собою відсутній в Російській імперії пролетаріат. Однак, це суперечить не лише принципам Марксизму, але й раннім ідеям самого Леніна: «Жодними книжками та жодною проповіддю неможливо просвітити пролетаріат, якщо його не просвітить його власна боротьба проти темних сил капіталізму». Існують й інші причини поставити під сумнів прихильність Леніна ідеям Марксизму. Зокрема, ще в 1902 році в його працях зустрічаються ідеї, що самотужки пролетарі здатні лише на формування реформістської, профспілкової свідомості, а класово-політична свідомість може бути нав'язана лише ззовні.
Ленін та його послідовники зазвичай сприймали будь-які історичні події як підтвердження ідей Маркса. Наприклад, в 1912 році Ленін стверджував, що зміни зарплат в Німеччині були доказом вірності «теорії збідніння», хоча насправді її вони не підтверджували.
Ленін вважав, що Марксизм не міг надати ефективних інструкцій як для революційної політики, так і для будівництва пореволюційної економіки щонайменше вже по поверненню до Росії в 1917 році. Після періоду невдалого експерименту («військовий комунізм»), Ленін схвалив тимчасове повернення до квазі-ринкової економіки: нову економічну політику (НЕП). НЕП, як і пізніші експерименти, не мав нічого спільного ні з Марксизмом, ні з «науковим соціалізмом», а лише був відповіддю на виклики тих часів.
Політика Марксизму-Ленінізму не лише призвела до встановлення тоталітарних режимів, але й до економічних лих та великої шкоди навколишньому середовищу.

### Сталінізм
Догматизм, нетолерантність, застосування терору створили умови для появи Сталіна, а не демократичнішої альтернативи.
Сталін завершив розпочате Леніном підпорядкування теорії практиці. Також Сталін завершив перетворення демократичного централізму на повноцінну диктатуру, зазначивши, що «існування фракцій несумісне з єдністю Партії та її залізною дисципліною… Партія означає єдність волі, що виключає будь-яку фракційність та поділ влади в партії». Власним концептуальним доробком Сталіна стала доктрина побудови «соціалізму в одній країні» (на противагу «вічній революції» Троцького) — очевидна відповідь на потреби часу. Сталін наполягав на відповідності доктрини «соціалізму в одній країні» вченням Маркса та Леніна (хоча це й суперечило існуючій лінії партії про світову пролетарську революцію) вибірковими посиланнями на праці Маркса та Леніна. Поворот лінії партії Сталіним охопив широке коло питань. Політика Сталінізму торкнулась освіти, родини, релігії. Як і до цього, нова політика подавалася як «справжній Марксизм», а попередня політика називалась «дрібно-буржуазним» відхиленням від справжньої ідеології. Як зазначив Деніелз:
Під керівництвом Сталіна комунізм перетворився з властиво Західної відповіді на Західні проблеми індустріального життя за капіталізму, на властиво Східну відповідь застосування деспотичної влади держави для швидкого промислового розвитку та вирівнювання з Заходом.
2 квітня 2009 Європейський Парламент ухвалив рішення про вшанування жертв Сталінізму та Нацизму щороку 23 серпня в Європейський день пам'яті жертв Сталінізму та Нацизму. ОБСЄ також ухвалила декларацію про підтримку вшанування пам'яті жертв тоталітаризму 23 серпня. В резолюції ОБСЄ зазначено, що Європа «зазнала два потужних тоталітарних режими, Нацистський та Сталінський, які принесли геноцид, порушення прав та свобод людини, воєнні злочини та злочини проти людства», та закликала членів ОБСЄ зайняти «спільну позицію проти всіх форм тоталітарної влади незалежно від ідеологічної основи» та засудила «героїзацію тоталітарних режимів, включаючи проведення публічних демонстрацій з метою героїзації Нацистського або Сталінського минулого».
У квітні 2010 року ПАРЄ ухвалила постанову, згідно з якою злочинна політика сталінського режиму, яка призвела до мільйонів невинних жертв, злочином проти людяності. Рада відкидає будь-які спроби виправдати цю смертоносну політику, та нагадує, що право на життя є невід'ємним. Також Рада вітає рішення Української влади встановити національний день пам'яті жертв Голодоморів, та закликає владу інших постраждалих країн встановити аналогічну пам'ятну дату для вшанування жертв режиму.

### Маоїзм
З точки зору маоїстів, Марксизм-Ленінізм є способом аналізу та інтерпретації світу, в той час як практична складова ідеології має застосовувати цю загальну методологію до конкретної ситуації в окремій країні в поточний період.
На відміну від більшості інших інтерпретацій соціалістичних ідей, варіант Мао відомий схвальним ставленням до селян. Попередні соціалісти, такі як Маркс та Енгельс, скептично оцінювали революційний потенціал селян. Зазвичай, їх сприймали як притаманно дрібно-буржуазний клас, а тому ставилась під сумнів можливість об'єднання з пролетаріатом. Однак, Мао Цзедун доводив, що в країні хліборобів, такій як Китай, традиційні шляхи до соціалізму неможливі, оскільки вони вимагають масової мобілізації відсутнього тут пролетаріату. Тому він наполягав, що соціалістична революція в Китаї має бути революцією хліборобів.
Ще одна відмінність маоїзму, це відсутність впевненості в майбутньому соціалізму. Згідно з працями Мао, соціалістичні перемоги не вічні, одразу як пил по завершенню революції осідає, стара нерівність може з'явитись знов. Тому праця революціонерів не завершена ніколи: вони мають весь час боронити соціалістичні здобутки від опозиції та здійснювати вічну революцію.

### Еволюційний соціалізм

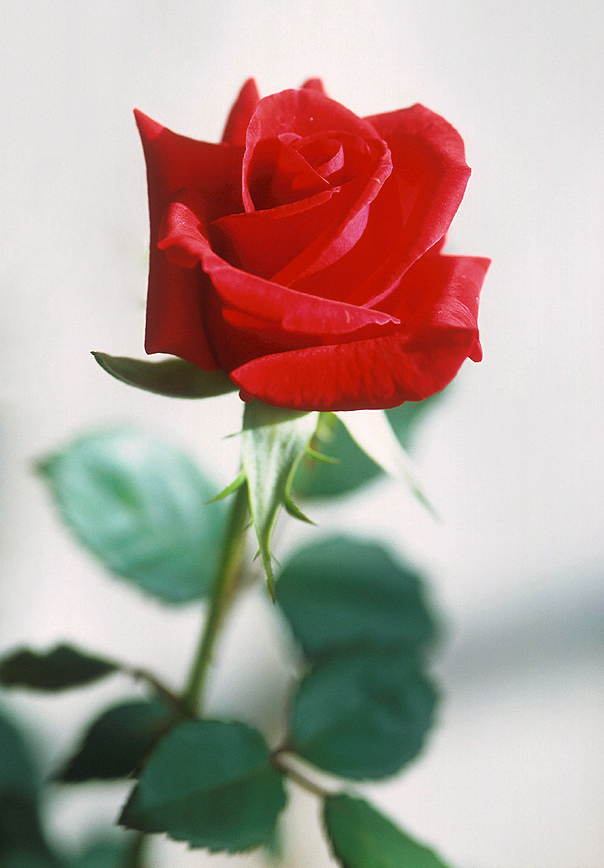
Червону троянду часто використовують як символ соціальної демократії, особливо після Другої світової війни.

До провідних ідеологів реформізму (еволюційного соціалізму, або соціал-демократії) належать, зокрема, лідер німецького робітничого руху Фердинанд Ласаль, німецький соціал-демократ Едуард Бернштейн, Карл Каутський, та інші.
Реформісти відкидали екстремізм та вбачали досягнення соціалізму шляхом поступового втілення реформ.
Реформізм став об'єктом критики з боку революційних соціалістів, зокрема Роза Люксембург засудила «Еволюційний соціалізм» Бернштейна в есе 1900 року «Реформи чи революція?». Попри те, що Роза Люксембург загинула в Листопадовій революції 1918 року, реформісти невдовзі зрозуміли, що мають змагатись за підтримку пролетаріату з Більшовиками та їхніми партіями-сателітами. Після перемоги Більшовиків у Громадянській війні та консолідації влади в Радянському Союзі, було розпочато кампанію з дискредитації реформістського руху як «соціал-фашистів». Артур Кьостлер, колишній член Комуністичної партії Німеччини, найбільшої комуністичної партії Західної Європи у міжвоєнний період, визнав у книзі «The God that Failed» що підтримувані Радянським Союзом комуністи вважали Соціал-Демократичну партію Німеччини справжнім ворогом в Німеччині, навіть після захоплення влади НСДАП.

## «Реальний соціалізм»
Зважаючи на розбіжність радянської дійсності з Марксистсько-Ленінським ідеалом, виникла потреба у новому терміні для позначення цього різновиду соціалізму. З рештою, для цих цілей було обрано розвинений соціалізм.
Хоча ознаки капіталізму (такі, як приватна власність, ринки товарів, капіталу та робочої сили) були відсутніми, суспільство не було соціалістичним. Державна власність на засоби виробництва створила вакуум власності. Відсутність приватної власності сприяла виникненню корупції, пригнічувала мотивацію, спотворювала пріоритети керівництва, та відхиляла зусилля держави на контроль за рахунок планування та керування. Інтереси суспільства були заміщені владою лобістів. Домінування номенклатурної системи зруйнувало критерії професійності та фаховості, розчинило механізми підзвітності, та зміцнило владу окремих партійних груп. Партія, бюрократія, апарат безпеки, та військові утворили владну еліту, яка правила бюрократично-централізованим, розпорошеним суспільством.
Суспільство було безкласовим, хоча форми соціального розшарування існували, особливо серед партійних функціонерів та інтелігенції.
Характеристика задовільної якості реального соціалізму ускладнюється тим, що її очевидні вади затуляють досягнення.

### Ранні експерименти
Протягом XIX століття було засновано декілька спільнот для втілення соціалістичних ідеалів, зокрема: Ікраія Етьєна Кабе, Брук Фарм Шарля Фур'є, Нова Австралія Вільяма Лейна та Нова Гармонія Роберта Оуена. Майже всі вони намагались створити з ізольованої невеличкої групи соціалістів еталонну модель ефективного виробництва та егалітарного соціального обміну. Згідно із задокументованими свідченнями, ці спільноти мали деякий успіх. Деякі привернули до себе велику кількість послідовників (Ікарія) та процвітали понад десять років (Брук Фарм). Інші боролись з труднощами з самого початку (Нова Австралія), а деякі розпались за декілька років (Нова Гармонія). Однак, нарешті, всі експерименти зазнали невдачі: їм бракувало належної підготовки та фінансової підтримки, вони відбувались в суворих умовах для життя та з браком здібностей до землеробства, їх склад був різнорідним, а віра в соціалістичні ідеали нетривалою.

### Сучасні приклади

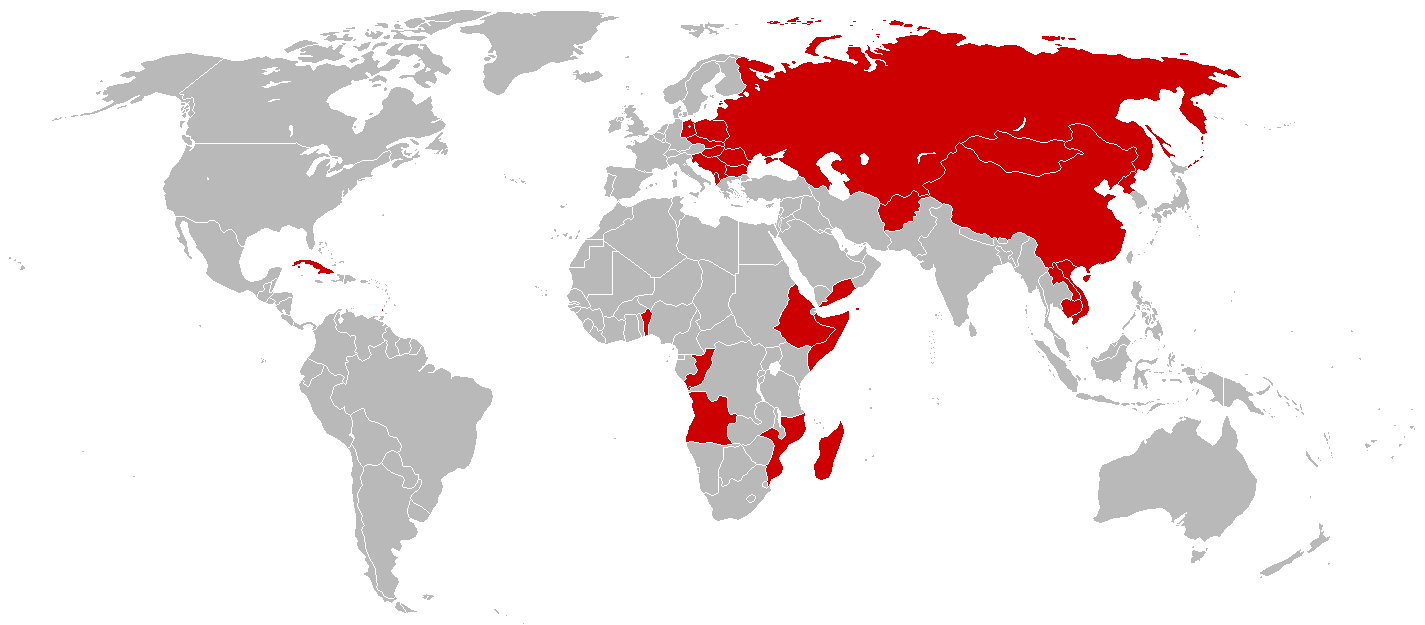
Країни, які декларували соціалістичний шлях розвитку (середина XX ст.)

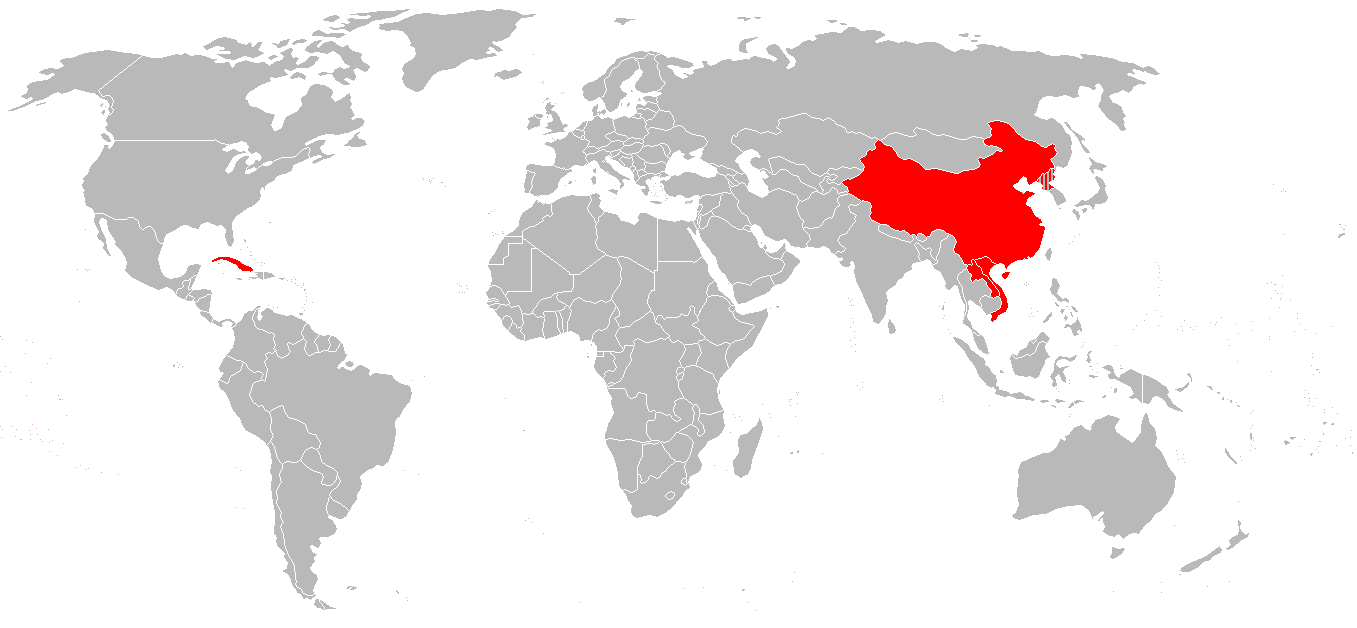
На початку XXI ст. соціалістичних держав залишилось п'ять: В'єтнам, Куба, Північна Корея, КНР і Лаос (Непал також є соціалістичною країною з 2008).

Після Громадянської війни в Росії та Жовтневого перевороту 1917 року, Радянський Союз став першою державою, яка проголосила себе соціалістичною. Протягом XX століття існувало понад 20 держав, які комуністи та їх прибічники називали соціалістичними:
1. В Східній Європі: Народна Соціалістична Республіка Албанія, Народна Республіка Болгарія, Німецька Демократична Республіка (Східна Німеччина), Радянський Союз, Угорська Народна Республіка, Чехословаччина, Польська Народна Республіка (Польща), Соціалістична Республіка Румунія, Соціалістична Федеративна Республіка Югославія
2. В Азії: Демократична Республіка Афганістан, Китайська Народна Республіка, Монгольська Народна Республіка, Корейська Народна Демократична Республіка (Північна Корея), В'єтнам, Лаос, Демократична Кампучія (Камбоджія)
3. В Африці та на Близькому Сході: Народна Республіка Ангола, Республіка Конго, Народна Республіка Мозамбік, Народна Демократична Республіка Ефіопія, Народна Демократична Республіка Ємен (Південний Ємен), Народна Республіка Бенін
4. В Латинській Америці: Куба, Нікарагуа та Гренада.

Узагальнено, в тій чи іншій мірі, названим соціалістичним державам були притаманні такі риси:
1. Суспільна власність на засоби виробництва та мережі розповсюдження товарів
2. Економічна діяльність підпорядковувалась централізованому плануванню, а ринок відігравав незначну або жодної ролі
3. Влада зосереджена в руках однієї партії, яка легітимізувала своє правління посиланням на Марксизм, Ленінізм або їхній різновид.
4. Партія влади домінувала в політичній культурі з унітарною ідеологією, та керувала виконавчою, законодавчою, та судовою гілками влади.

Також характерною рисою соціалістичних країн є те, що всупереч Марксизму, соціалістичні режими здобули владу не в економічно розвинених промислових країнах, а в аграрних країнах третього світу.
Наприкінці XX століття, протягом 1989—1991 років багато з «соціалістичних» країн спіткали системні кризи, внаслідок яких, в середині 1991 соціалістичними можна було назвати лише чотири країни: Китай, Кубу, Північну Корею та В'єтнам. Інші країни або припинили своє існування, або почали перехід до ринкової економіки. На початку XXI століття, в 2010 році, керівництво Куби визнало економічну систему країни неефективною, та оголосило план економічних реформ орієнтованих на сприяння приватному підприємництву.

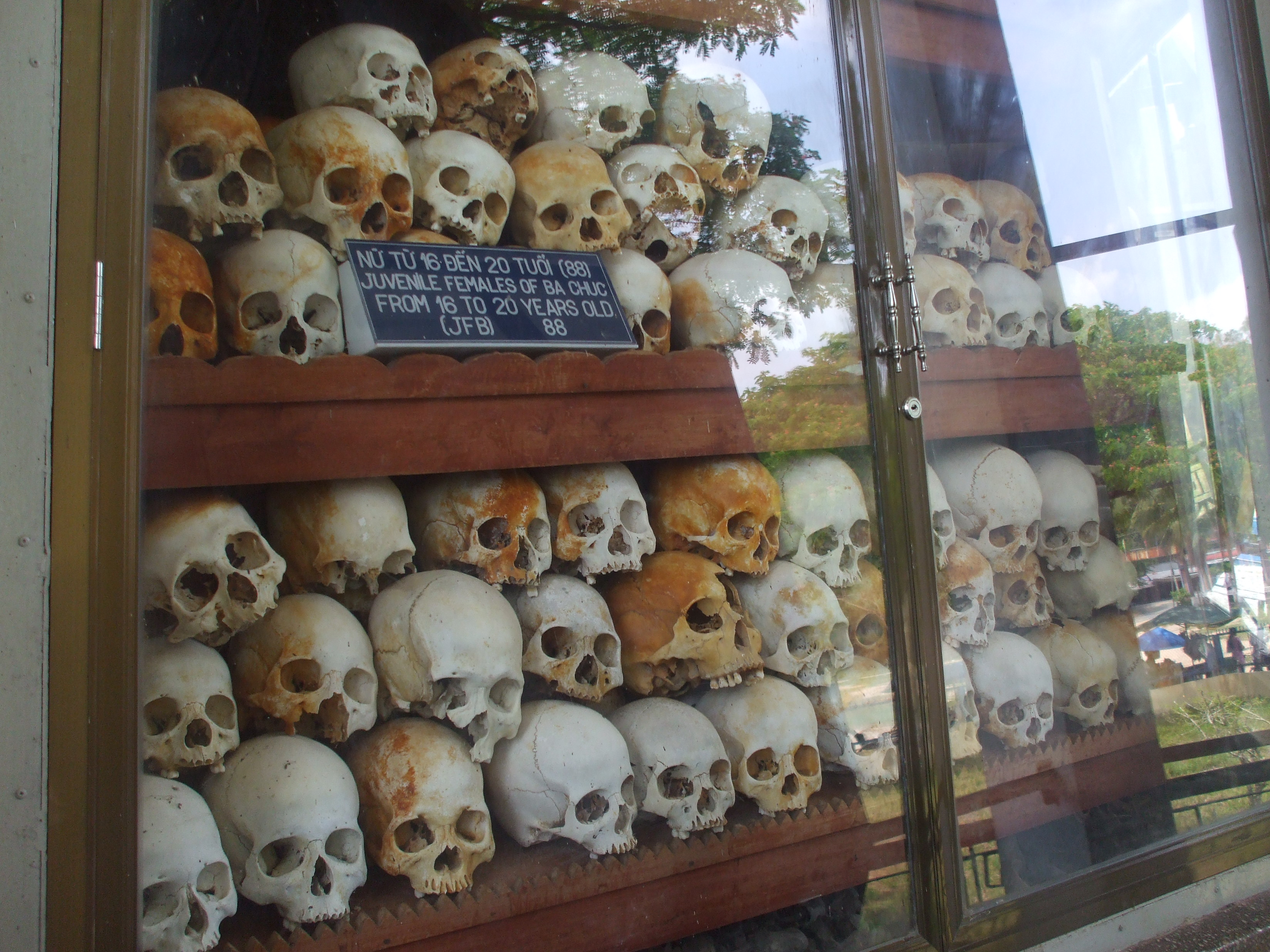
За оцінками дослідників, режимом Червоних кхмерів в Кампучії (Камбоджія) вбито до 2.2 мільйона чоловік.

Автори «Чорної книги комунізму» вважають, що різні «комуністичні» режими різних країн несуть відповідальність за смерть близько 94 мільйонів людей протягом XX століття.

## Демократичний соціалізм
Детальніші відомості з цієї теми ви можете знайти в статті Демократичний соціалізм.

### Шведська модель «соціалізму»
Іноді соціалізмом називають поєднання соціальної держави і капіталістичної економіки. Так, наприклад, говорять про «шведську модель соціалізму».
Шведська модель (в оригінальних термінах — «Народний Дім», Folkhem) виходить з того положення, що ринкова економіка найбільш ефективна, тому держава дотримується політики невтручання у власне виробничу діяльність підприємств і компаній; а негативні соціальні витрати ринку — зокрема, безробіття і велику нерівність у доходах — можна побороти за допомогою активної діяльності держави на ринку праці, перерозподілу частини прибутку через оподаткування і використання держсектору, що переважно має у своєму складі інфраструктурні елементи і колективні грошові фонди (а не підприємства).
У реформістській ідеології така діяльність отримала назву «функціональний соціалізм».
Ряд дослідників дійсно вбачає в розвиненій «соціальній державі» ознаки реалізації соціалістичної ідеї суспільної власності, що здійснюється за рахунок перерозподілу доходів через систему оподаткування та спеціальні фонди.
На практиці, однак, цю модель постійно різко критикують — як «справа», так і «зліва».
Критики «справа» (неоліберали) відзначають, що по суті така система здійснює «приховану експропріацію», при якій багаті змушені платити за незаможних, і є тупиковою. Зазначається, що «конфіскаційні оподаткування» душать економіку і вже привели до припинення економічного зростання, а «держава загального благоденства» призводить лише до масового утриманства і апатії населення, велика частина якого живе переважно на державні дотації та не має ніякого стимулу до відповідальної власної діяльності.
З протилежного боку, від радикальніших соціалістів і комуністів, в свою чергу виходять твердження, що «шведська модель» — це «політичне маскування буржуазного паразитизму» і «виправдання грабежу трудящих», яка є лише дрібною поступкою капіталізму з метою зберегти поточний стан речей. Відзначається, що, по-перше, «шведська модель» ніяк не усуває відчуження та експлуатацію трудящих, що є однією з головних задач соціалізму, а лише згладжує їх наслідки, по-друге — вигідна в першу чергу великому бізнесу, так як створює йому стабільний ринок збуту і підтримує народні маси у відносному спокої, при цьому всі негативні явища б'ють найболючіше по самим народним масам — «втрати при капіталізмі завжди усуспільнюються, а прибутки залишаються приватними».
Менш радикальні критики «зліва» відзначають, що, на відміну від держав колишнього «Східного блоку», і в тому числі СРСР, у Швеції держсектор аж ніяк не складається з підприємств, які створюють додатковий продукт. При цьому витрати на соціальне забезпечення у ВВП Швеції складають понад 40 %. Витягуються необхідні для цього кошти шляхом оподаткування, причому основним його об'єктом є не великий корпоративний бізнес, а наймані робітники й дрібні підприємці. Таким чином виходить, що у вигляді «соціальних виплат» їм повертається частина ними ж і створеної вартості, раніше у них же вилученої. Максимальна ставка податку на середній дохід робочого становить 50-65 %, службовця — до 80 %. Висновок робиться наступний:

Соціальні, або як їх називають соціал-демократи, «помірно соціалістичні» реформи, що зачіпають тільки сферу розподілу, завжди виявляються половинчастими і в довгостроковій перспективі — неодмінно збитковими. Будь-яка спроба поліпшити зсередини такій «розподільний (трансферний) соціалізм» буде посилювати системні суперечності, приховані в надрах цього соціально-політичного
порядку. І велика частина прийдешніх матеріальних витрат, пов'язаних з реставрацією чи модернізацією цієї моделі «держави благоденства», знову ляже на плечі класу найманих працівників.

Американський соціолог і економіст Дж. Б'юкенен цілком законно називає подібний тип соціально-політичного устрою «державою трансферу»:

«Держава трансферу» всього лише стягує податки з індивідів і груп, що знаходяться в його юрисдикції, і переводить [англ. transfers] ці кошти у вигляді виплат готівкою іншим індивідам і групам даного політичного співтовариства.

Позбавлена така «перерозподільна» соціальна система, що стоїть на орієнтованому на отримання прибутку за будь-яку ціну (тобто, що має з нею строго протилежні цілі) ринково-капіталістичному базисі, і більшості характерних (як практично, так і потенційно) для планової економіки переваг — зокрема, раціонального, планомірного і науково обґрунтованого розвитку продуктивних сил суспільства як єдиного організму народного господарства.
Критики справа, в свою чергу, також відзначають і такі властиві цій системі проблеми, як величезне зростання бюрократизації, найсильнішу ідеологізацію і навіть поступовий дрейф до «неототалітаризму», характерні для безкоштовної медицини довгі черги і так далі.

## Критика соціалізму
Представники Австрійської школи стверджували, що більшість спроб встановлення соціалістичного ладу покладались на вільні ринки інших країн для визначення цін товарів, виявлення успішних інновацій, та для експорту/імпорту товарів. Чорний ринок, хабарництво та блат є проявами економічних обчислень в соціалістичному суспільстві. Глобальний соціалістичний лад, повністю покладаючись на централізоване керування економікою не мав би таких можливостей відстеження успіхів капіталістичних економік.
Фрідріх фон Гаєк у своєму magnum opus «Шлях до рабства» (1944) вважав, що будь-яка форма соціалізму, колективізму та планової економіки суперечать ліберально-індивідуальним правам людини та принципам правової держави. 
Сучасний рух до соціалізму означає рішучий розрив не просто з нещодавнім минулим, а і з процесом розвитку західної цивілізації загалом.
Варварство та верховенство насильства не є результатом злобності як риси характеру окремих народів, а спричинене реалізацією соціалістичних вчень. Пізніше, він вважав, що навіть державні втручання, які не ставлять під питання існування ринкової економіки, можуть серйозно зменшити індивідуальну свободу людини. Він пропагував індивідуальну готовність до ризику. На його думку, лібералізм не є ані догматичним, ані субститутом релігії, але демократія без капіталізму є неможливою. Отже, економічна свобода є передумовою для будь-якої іншої свободи. Хесус Уерта де Сото зазначає: 
Австрійці сформулювали теорію неможливості соціалізму, й якщо б до неї вчасно прислухалися, людству вдалося б уникнути багатьох страждань.
Марк Блауг про використання неокласичної парадигми для виправдання соціалістичної системи назвав її: 
... з управлінської точки зору, наївної настільки, що вона була рішуче сміхотворною. Повестися на усю цю нісені́тницю могли лиш люди, одурманені статистичною теорією рівноваги за умов досконалої конкуренції. У 1950-х роках я опинився серед тих, хто, будучи студентом, проковтнув усе це, але зараз можу тільки дивуватися власному ідіотизму.

## Марксизм та націоналізм
До 1914 ортодоксальні марксисти вірили, що класові почуття пролетаріату переважатимуть над національними. Ці їхні думки знайшли відображення у ідеології інтернаціоналізму. Так, в «Маніфесті комуністичної партії» Карл Маркс та Фрідріх Енгельс писали: «Пролетарі не мають батьківщини» та «національні відмінності та антагонізм між людьми щодня слабшає…». Ще за декілька днів до початку Першої світової війни соціалістична преса передбачала, що пролетарі не братимуть участь у війни один проти іншого.
Але після оголошення війни пролетарі різних країн не об'єднались в боротьбі проти спільного класу капіталістів-експлуататорів. Навіть соціал-демократичні депутати Німеччини підтримали виділення грошей на війну 78 голосами проти 14. «Новий час» (нім. Neue Zeit), теоретичний орган Німецької соціал-демократичної партії проголосив, що до завершення війни не існує партійних, класових та етнічних відмінностей в армії або серед цивільного населення.
Роза Люксембург безрезультатно закликала до пролетарської інтернаціональної солідарності до самої своєї смерті. Але тогочасні марксисти вирішили не закликати, а проголосити пролетарський інтернаціоналізм. Так, в Радянському Союзі «не існує жодних суперечностей між національними та інтернаціональними інтересами людей: вони збігаються та зливаються.» Комуністична партія НДР до самого краху стверджувала, що існує фундаментальна єдність між «соціалістичним патріотизмом та пролетарським інтернаціоналізмом», і що політика уряду НДР втілювала обидва принципи повністю та однаково.
Під час інтервенції Радянської Росії в Польщу (1920) російські більшовики, відповідно до теорії, сподівалися, що у Червоної армії під Варшавою «тил попереду». Але хоча переважаючу більшість польської армії складали польські робітники, Червона армія не отримала підтримки польського пролетаріату. Член Реввійськради XV армії Західного фронт Дмитро Полуян, відзначивши це, стверджував, «що польський робітник сповнений націоналізму і шовінізму цій (польській) армії відіграє величезну роль». Заперечуючи В. Леніну, він стверджував, що у польській армії «національна ідея згуртовує і буржуа, і селянина, і робітника, і це доводиться спостерігати скрізь». Інші учасники польської кампанії, і серед них Й. Сталін, визнали, що Червона армія не знайшла підтримки місцевого населення: міліція, створена маріонетковим Ревкомом на чолі із Ф. Дзержинським, повернула зброю проти Червоної армії, створивши партизанські загони.

## Наслідки «соціалістичних» експериментів
Побудова соціалістичного суспільства у Радянській Росії розглядалась як великомасштабний соціальний експеримент. Цим же шляхом пішли деякі інші,— не тільки комуністичні, а й ліворадикальні,— партії в інших країнах. Одним із результатів і першим етапом перетворення суспільства в усіх цих країнах стали масові репресії проти усіх класів та соціальних груп населення. У більшості країн репресії супроводжувалися масовим винищенням людей під різними лозунгами.
О. Солженіцин, посилаючись на дослідження доктора економічних наук професора І. А. Курганова, вказує, що від 1917 до 1959 року, без воєнних втрат, «тільки від терористичного знищення, придушення, голоду, підвищеної смертності у концтаборах та враховуючи дефіцит внаслідок зниження народжуваності» СРСР втратив 66,7 млн осіб, а прямих втрат мав 55 млн. Слід зазначити, що кінцева цифра людських втрат в СРСР невідома, а цифри названі О. Солженіциним є непідтвердженими.
У виступі президента США Д. Буша була названа цифра знищених у концтаборах КНР: 60 млн осіб.
Побудова «комуністичного» суспільства червоними кхмерами у Камбоджі, обійшлася країні у 1—3 млн знищених людей (за різними оцінками).
Відомо багато фактів вбивства людей за наказом комуністичного уряду НДР при спробах перейти до Західного Берліна чи ФРН у Берліні та на кордоні НДР—ФРН.
Ні в одній із так званих соціалістичних країн не публікувалися офіційні дані про кількість людей, знищених внаслідок діяльності соціалістичних режимів.

## Цитати
Людвіг фон Мізес про соціалізм і націоналізм:
Допоки ідеологія соціалізму і націоналізму буде переважати у світовій громадській думці, німці або інші народи, щойно 

вони отримають відповідну можливість, завжди зможуть ще раз спробувати досягти успіху шляхом агресії і завоювань. Щойно не будуть повністю викриті хибні погляди, які породжують агресивні умонастрої, немає ніякої надії на їхнє викорінення. Це задача не психиіатрів, а економістів. У людини є лише один засіб боротьби з помилками — розум.
КАПІТАЛІЗМ проти СОЦІАЛІЗМУ в працях Людвіга фон Мізеса - основоположника неолібералізму, засновника австрійської школи економіки, послідовного критика економічної бази соціалізму:
Капіталізм і соціалізм - це дві різні моделі соціальної організації. Приватний контроль над засобами виробництва і суспільний контроль - це не просто протилежні поняття, а суперечливі поняття. Не існує такої речі, як змішана економіка, система, яка б стояла посередині між капіталізмом і соціалізмом (р.64-65).

Капіталізм означає вільне підприємництво, суверенітет споживачів в економічних питаннях і суверенітет виборців у політичних питаннях. Соціалізм означає повний контроль держави над кожною сферою життя індивіда і необмежене панування уряду як центрального органу управління виробництвом. Між цими двома системами не існує жодного компромісу. Всупереч поширеній помилці не існує жодного середнього шляху, жодної третьої системи, яка могла б стати моделлю сталого суспільного устрою. Громадяни повинні вибирати між капіталізмом і соціалізмом (р.10).
Тиранія є політичним наслідком соціалізму, як представницьке правління є політичним наслідком ринкової економіки (р.218).
Суспільство, яке обирає між капіталізмом і соціалізмом, не обирає між двома соціальними системами; воно обирає між соціальною співпрацею і дезінтеграцією суспільства. Соціалізм не є альтернативою капіталізму; він є альтернативою будь-якій системі, за якої люди можуть жити як люди (р.676).
Прагнення до збільшення багатства можна задовольнити через обмін, який є єдиним можливим методом у капіталістичній економіці, або через насильство і прохання, як у мілітаристському суспільстві, де сильні здобувають силою, а слабкі - проханням (р.335).
Істотна відмінність між капіталістичним і соціалістичним виробництвом полягає в тому, що при капіталізмі людина забезпечує себе сама, а при соціалізмі її забезпечують (р.405).
[Класичний] Лібералізм і капіталізм звертаються до холодного, врівноваженого розуму. Вони керуються суворою логікою, виключаючи будь-яке звернення до емоцій. Соціалізм, навпаки, працює на емоціях, намагається порушити логічні міркування, пробуджуючи почуття особистого інтересу, і заглушити голос розуму, пробуджуючи примітивні інстинкти (р.460).
Продавець дякує покупцеві за те, що він відвідує його магазин, і просить його прийти ще раз. Але соціалісти кажуть: будьте вдячні Гітлеру, дякуйте Сталіну, будьте добрими і покірними, тоді велика людина буде доброю і до вас (р.53).

Іншого вибору просто немає: або утриматися від втручання у вільну гру ринку, або передати все управління виробництвом і розподілом державі. Або капіталізм, або соціалізм: середнього шляху не існує (р.79).

## Цікаві факти
- Сталін в 1936 році оголосив, що в СРСР вже побудований соціалізм[93].
- М. С. Хрущов на XXI з'їзді КПРС у 1961 році заявив, що «соціалізм побудований повністю і остаточно і що настав час приступати до будівництва комунізму»[94][95].

## Критика соціалізму
- Фрідріх фон Гаєк, «Шлях до рабства».
- Людвіг фон Мізес. Соціалізм: економічний та соціологічний аналіз
- Людвіг фон Мізес. Socialism, An Economic and Sociological Analysis = Die Gemeinwirtschaft. — New Haven, 1951.
- Людвіг фон Мізес. Economic calculation in the socialist commonwealth. — Auburn, Ala. : Ludwig Von Mises Institute, Auburn University, 1990. — ISBN 0-945466-07-2.

Художня література критична до соціалізму:
- Джордж Орвелл, «Колгосп тварин»
- Айн Ренд, «Атлант розправив плечі»